# Nymphoides crenata
Nymphoides crenata là một loài thực vật có hoa trong họ Menyanthaceae. Loài này được (F. Muell.) Kuntze mô tả khoa học đầu tiên năm 1891.

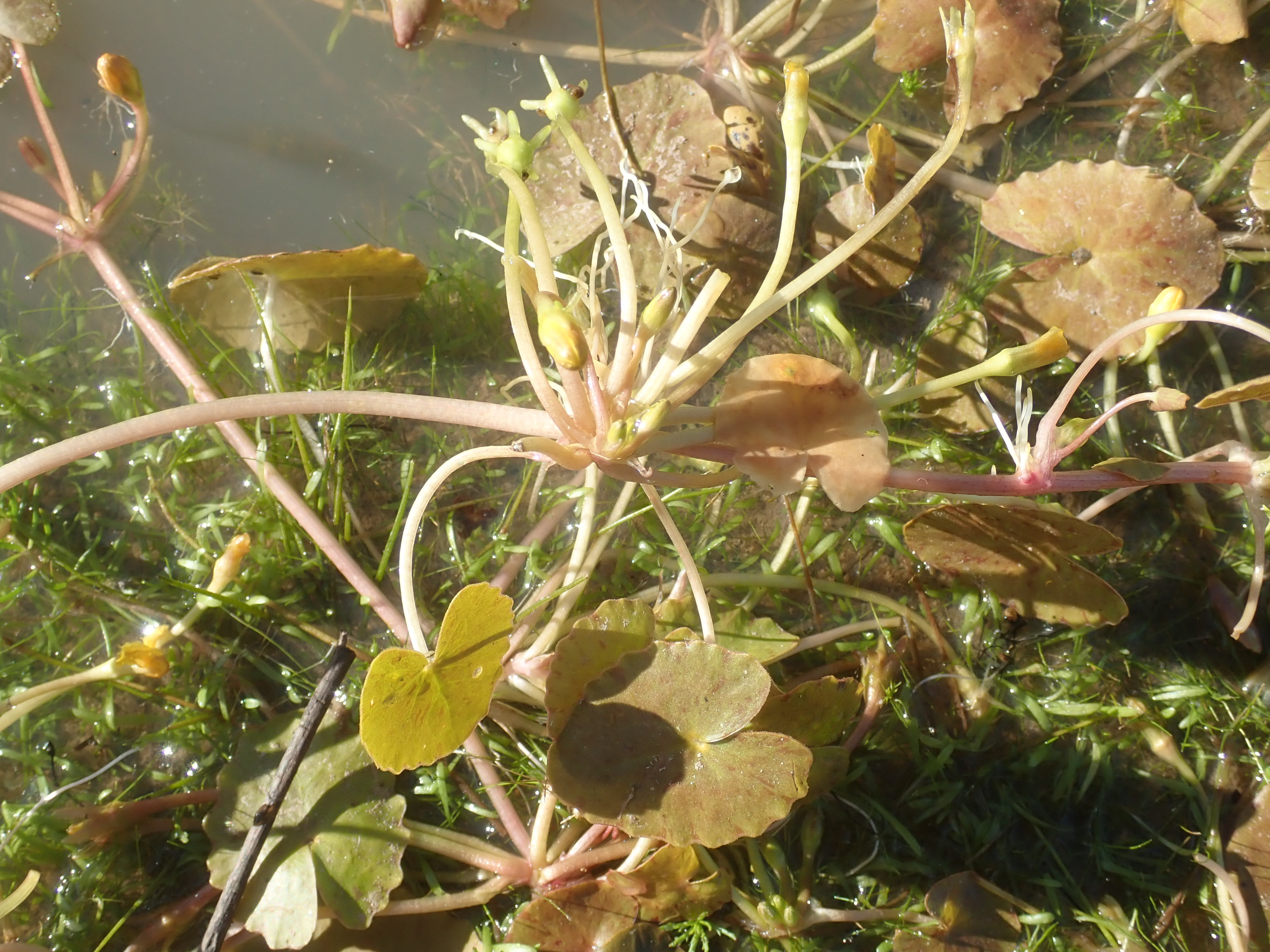
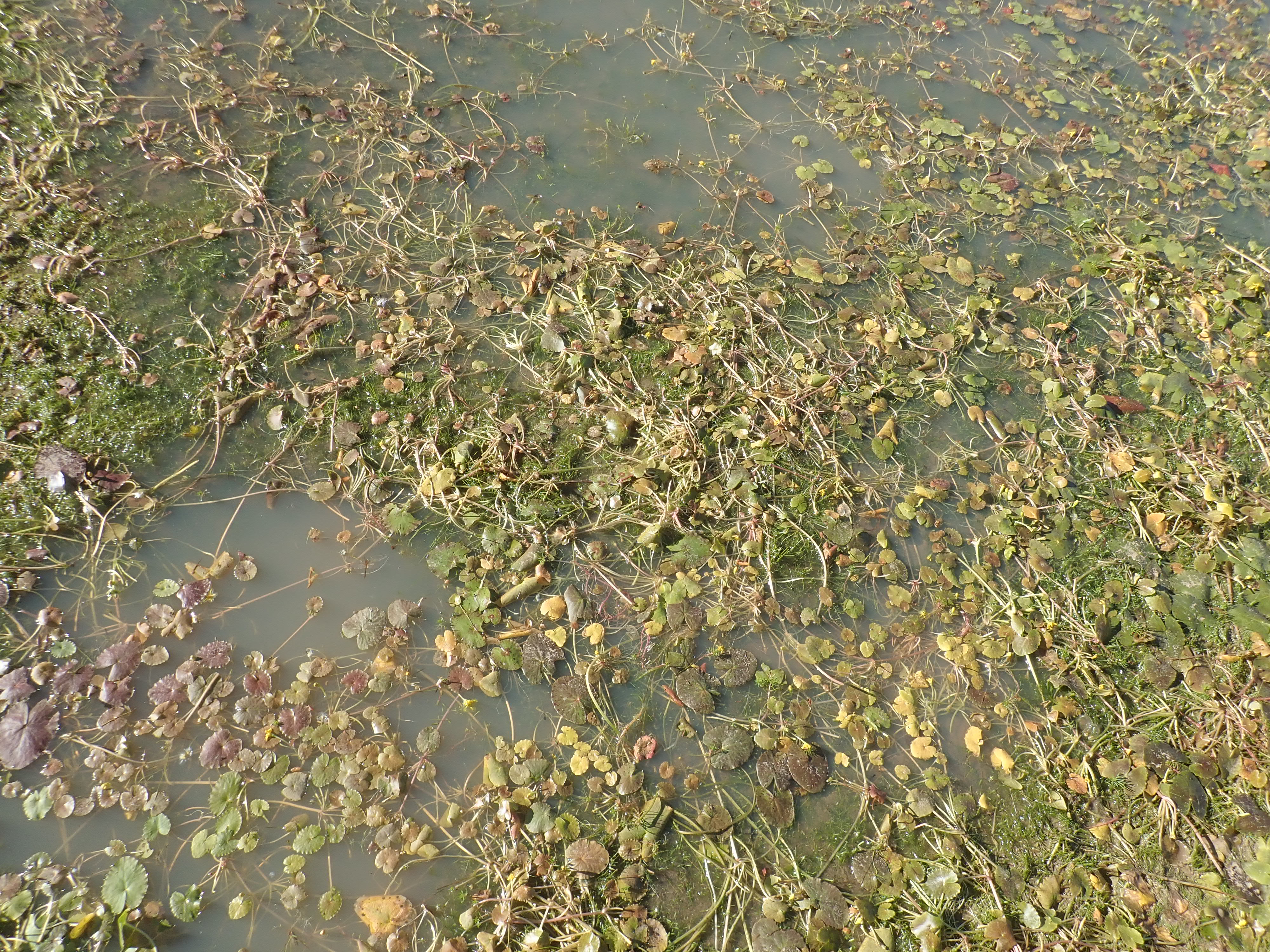
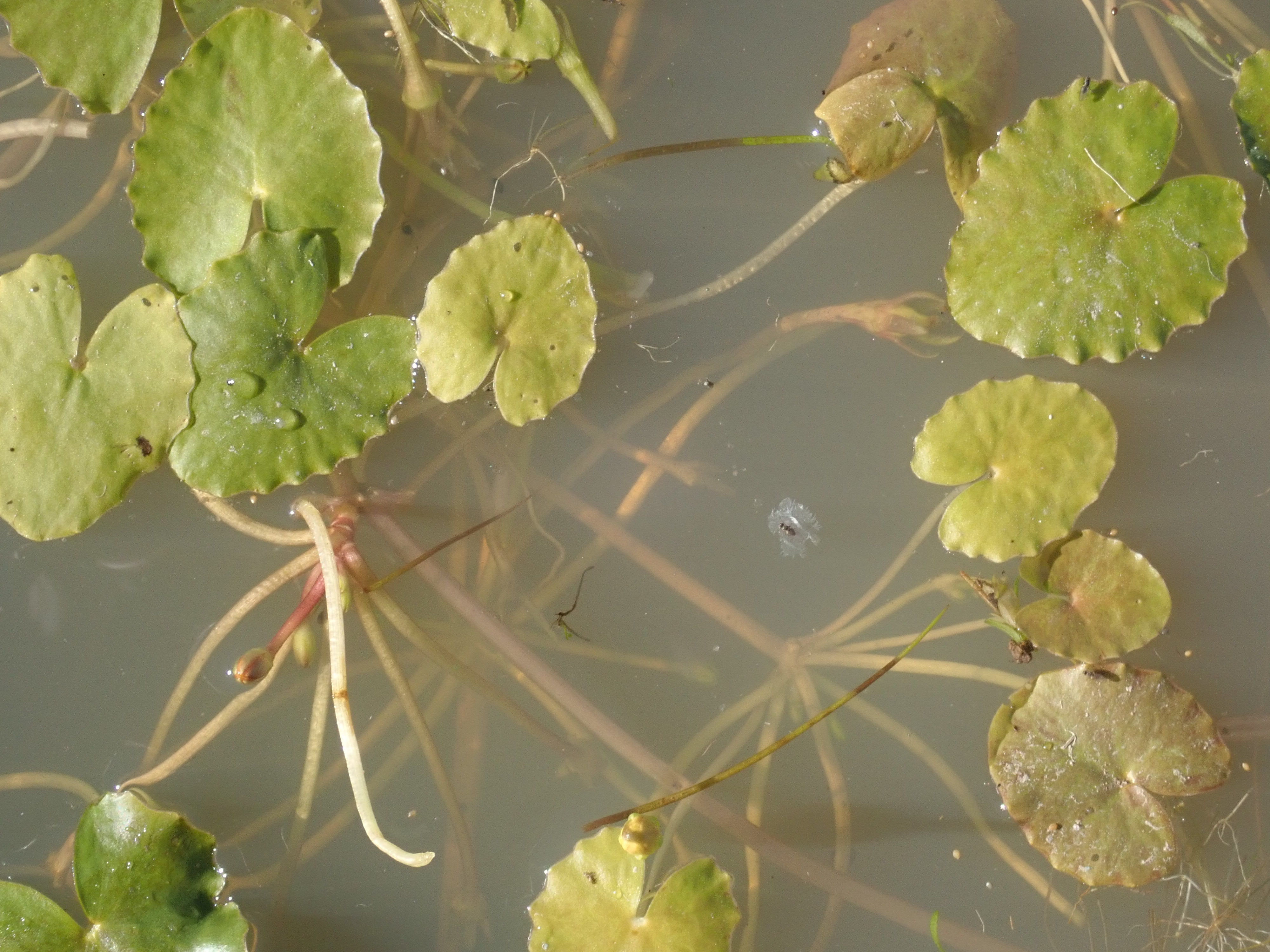
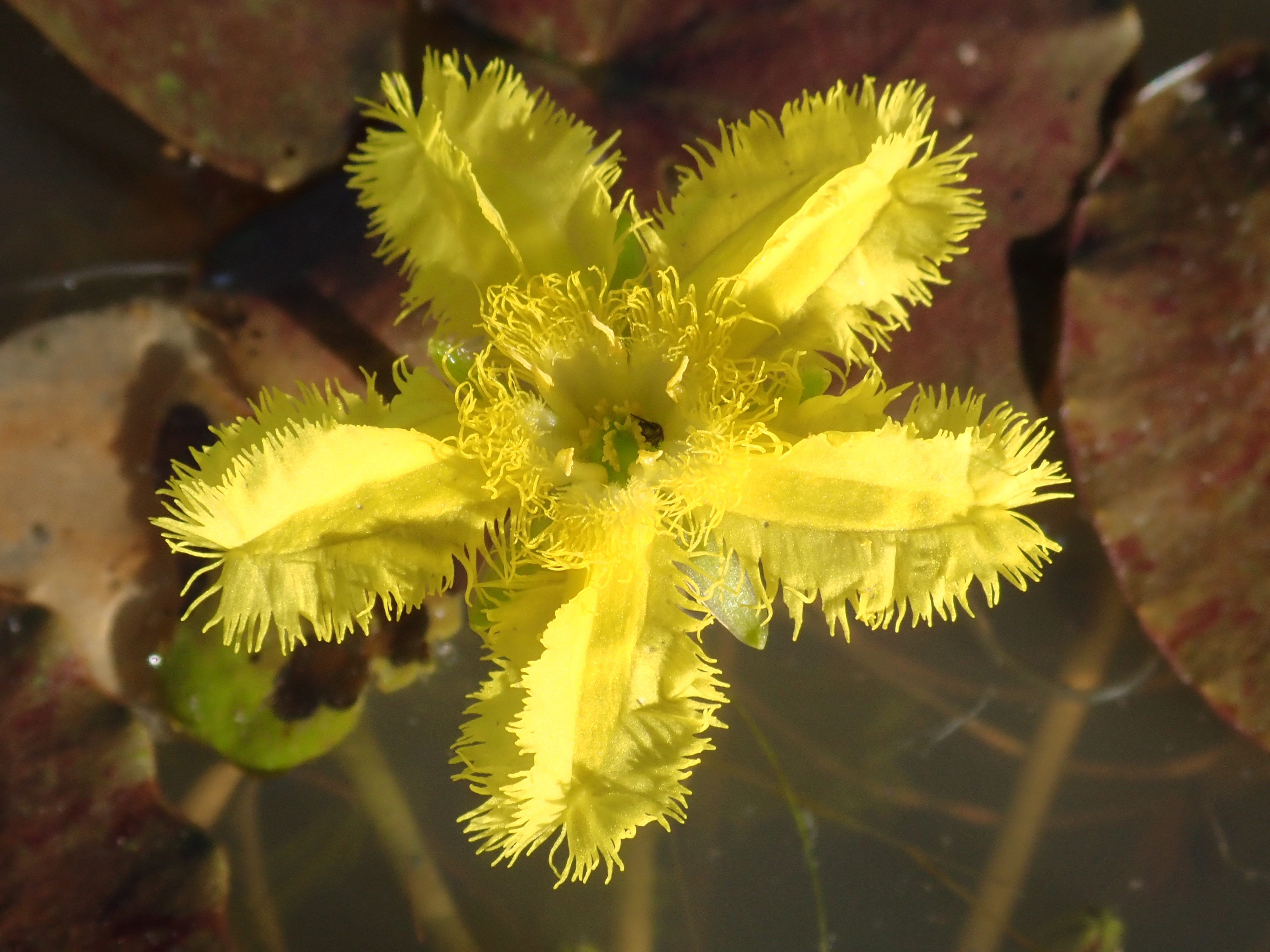
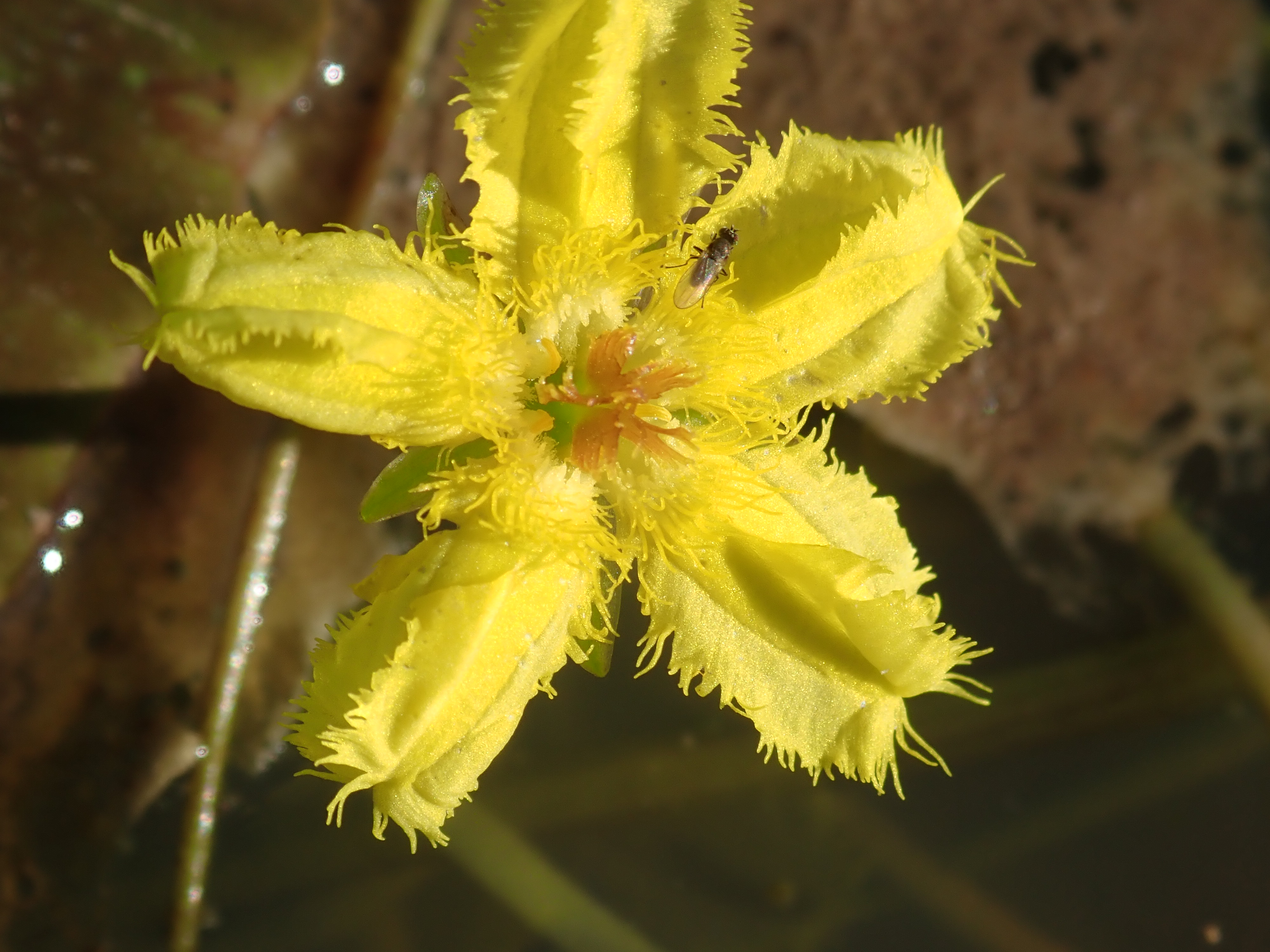